# 伊田郵便局
伊田郵便局（いたゆうびんきょく）
- 福岡県田川市にある郵便局。本記事にて記述する。

伊田簡易郵便局（いだかんいゆうびんきょく）
- 高知県幡多郡黒潮町にある簡易郵便局。局番号は64770。

伊田郵便局（いたゆうびんきょく）は、福岡県田川市にある郵便局。民営化前の分類では集配普通郵便局であった。

## 概要
所在地：〒825-8799 福岡県田川市番田町4-32

## 沿革
- 1902年（明治35年）1月16日 - 伊田郵便局（三等）として開設[1]。
- 1953年（昭和28年）8月1日 - 内国和欧文電報受付事務および電話通話事務の取扱を開始[2]。
- 1983年（昭和58年）11月1日 - 風景入通信日付印の使用を開始。
- 1986年（昭和61年）10月 - 局舎新築。
- 1999年（平成11年） - 外国通貨の両替および旅行小切手の売買に関する業務取扱を開始。
- 2007年（平成19年）10月1日 - 民営化に伴い、併設された郵便事業伊田支店に一部業務を移管。
- 2012年（平成24年）10月1日 - 日本郵便株式会社発足に伴い、郵便事業伊田支店を伊田郵便局に統合。

## 取扱内容
- 郵便、印紙、ゆうパック、内容証明
- 貯金、為替、振替、振込、国際送金、国債、投資信託
- 生命保険、バイク自賠責保険、自動車保険
- ゆうちょ銀行ATM
- 田川市内の一部地域の集配業務
- ゆうゆう窓口

## 周辺
- 福岡県立大学
- 田川市石炭・歴史博物館
- 国道322号
- 彦山川

## アクセス
- JR日田彦山線、平成筑豊鉄道伊田線・田川線 田川伊田駅から北西へ約400m（徒歩約4分）
- 西鉄バス 伊田本町口停留所下車
- 駐車場あり：17台